# Rosemary Anne King
Rosemary Anne King (Londres, 23 de junio de 1952 – ibíd., 4 de mayo de 1996) fue una botánica y ecóloga inglesa. Sus publicaciones las realizaba en Notes Roy. Bot. Gard. Edinburgh.
Realizó tres nuevos descubrimientos de especies de la familia Lamiaceae en el género Teucrium`, realizando sus descripciones e identificación.
- La abreviatura «R.A.King» se emplea para indicar a Rosemary Anne King como autoridad en la descripción y clasificación científica de los vegetales.[4]